# Baño de sangre de Kalmar (1505)

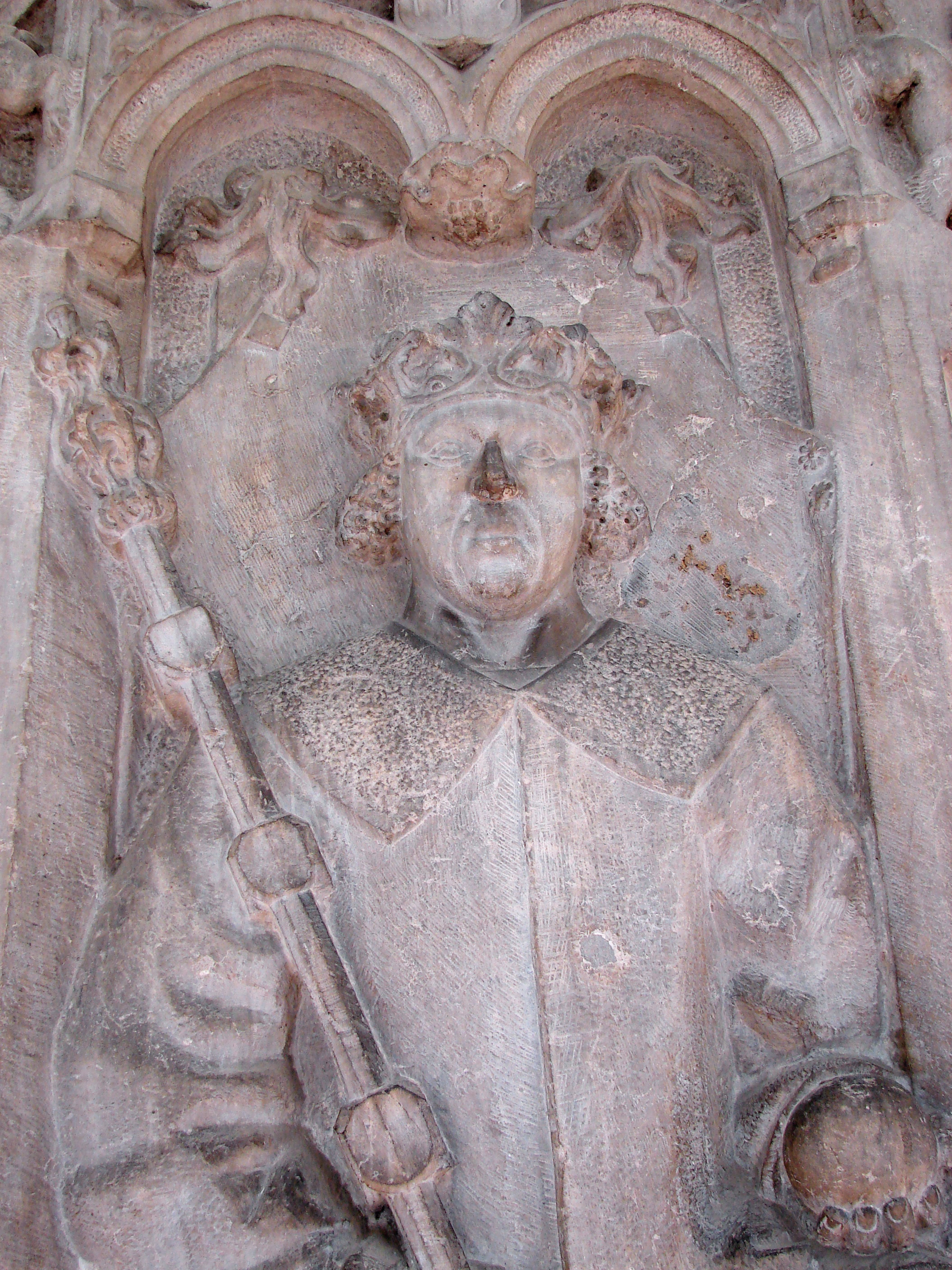
El rey Juan I de Dinamarca, que ordenó la ejecución en masa en Kalmar.

El Baño de Sangre de Kalmar (en sueco, Kalmar blodbad), a veces descrito como el Primer Baño de Sangre de Kalmar para distinguirlo de una masacre posterior en el mismo lugar, fue una ejecución masiva por motivos políticos que se llevó a cabo en Kalmar (Suecia) el 2 de julio de 1505, inmediatamente después de que se pronunciara una condena por traición y una sentencia de muerte contra los participantes en el Levantamiento Sueco contra el gobernante danés, el rey Juan.
El historiador Cornelius F. Wegener estableció la fecha basándose en documentos de archivos suecos y daneses. Otro historiador, Gustaf Volmer Sylvander, señaló que «el rey emprendió este baño de sangre inmediatamente después de dictarse la sentencia». 
Entre las víctimas se encontraban el alcalde de Kalmar, los concejales y varios de los principales burgueses de la ciudad. El rey Juan de Dinamarca-Noruega ordenó las ejecuciones supuestamente en represalia por la ayuda prestada por los ciudadanos de Kalmar al regente sueco Sten Sture el Viejo en su asedio al castillo de Kalmar en 1503.
Juan se había convertido en rey de Dinamarca-Noruega en 1481 y también fue aclamado como rey de Suecia en 1497, restableciendo así brevemente la unión panescandinava de Kalmar. Sin embargo, en 1501 los suecos se rebelaron contra él bajo el liderazgo de Sten Sture. Una guarnición danesa resistió durante algún tiempo en el castillo de Kalmar, cerca de la frontera danesa (Blekinge formaba parte de Dinamarca en aquella época), pero finalmente se vio obligada a rendirse en 1503.
Sten Sture murió durante el invierno de 1503-1504 y le sucedió como regente su primo lejano Svante Nilsson. Ambas partes aprovecharon el cambio de liderazgo para entablar negociaciones y, en mayo de 1504, alcanzaron un acuerdo preliminar de paz. Como parte del acuerdo, en julio de 1505 se organizó una cumbre entre los riksråd (consejos privados) sueco, danés y noruego en Kalmar para discutir las posibles condiciones en las que los suecos podrían aceptar de nuevo a Juan como rey. Sin embargo, la situación política en Suecia se volvió inestable en primavera de 1505 y Svante Nilsson canceló la reunión. No obstante, Juan viajó a Kalmar con su séquito, bien porque el mensaje de Svante no le llegó a tiempo, bien porque quería enviar un mensaje a los suecos.
En Kalmar, Juan reunió un tribunal y juzgó a Svante Nilsson en rebeldía por el delito de lesa majestad, junto con otros nobles suecos, entre ellos Nils Klausson, Sten Kristersson, Trotte Månsson (Eka), Erik Turesson, Åke Hansson (Thott), Erik Johansson Vasa, Tönne Eriksson (Thott) y Peder Turesson (Bielke). Todos ellos fueron declarados culpables y Juan decretó su condena a confiscación y prisión. Obviamente, las sentencias no podían ejecutarse, ya que ninguno de los suecos estaba realmente presente, por lo que Juan demostró su poder arrestando y ejecutando a los principales ciudadanos de Kalmar por supuestamente ayudar a las fuerzas de Sten Sture en el asedio del castillo de Kalmar en 1503.    